# San Pedro, Albacete
San Pedro, Albacete là một đô thị ở tỉnh Albacete nằm ở cộng đồng tự trị Castile-La Mancha của Tây Ban Nha. Đô thị Vilagrassa có diện tích là 83,12 ki-lô-mét vuông, dân số năm 2009 là 1272 người với mật độ 20,3 người/km². Đô thị Vilagrassa có cự ly 35 km so với tỉnh lỵ Albacete.